# Johan Rojas
Johan Stiven Rojas (San Francisco de Macorís, República Dominicana, 14 de agosto de 2000), más conocido como Johan Rojas, es un jugador profesional dominicano de béisbol que se desempeña en la posición de jardinero central en Philadelphia Phillies, equipo de las Grandes Ligas de Béisbol (MLB).

## Carrera
En 2023, Rojas hizo su debut en la MLB con el equipo Philadelphia Phillies, donde lleva jugando dos temporadas.